# الدوري الباراغواياني لكرة القدم 2009
الدوري الأوروغواياني لكرة القدم 2009 (بالإسبانية: Torneo Apertura 2009) هو الموسم 100 من الدوري الباراغواياني لكرة القدم. كان عدد الأندية المشاركة فيه 12، وفاز فيه سيرو بورتينيو.